# Elisabeth Schwamb
Elisabeth Schwamb (* 31. Mai 1897 als Elisabeth Fritz in Marburg an der Lahn; † 20. September 1964 in Mainz) war eine Widerstandskämpferin und Mitbegründerin der SPD im Land Rheinland-Pfalz.

## Leben
Elisabeth Fritz wurde als Tochter des Sattlers Eduard Fritz und seiner Ehefrau Katarina am 21. Mai 1897 in Marburg geboren. Nach der Volksschule besuchte sie zwei Jahre eine Hauswirtschaftsschule und machte eine Ausbildung zur Krankenschwester. Am 9. Mai 1923 heiratete Elisabeth Fritz den Juristen Ludwig Schwamb. In diesem Jahr trat sie auch der SPD bei. 1934 übersiedelte das kinderlose Paar nach Berlin. Sie hatten bis 1943 eine Wohnung in Berlin-Wilmersdorf.
Illegale Treffen mit anderen Widerständlern (u. a. Wilhelm Leuschner, Julius Leber und Carlo Mierendorff) fanden in der Wohnung der Schwambs in Berlin statt.
Drei Tage nach dem missglückten Attentat vom 20. Juli 1944 auf Adolf Hitler wurden Ludwig und Elisabeth Schwamb verhaftet. Nach zehn Tagen Haft wurde Elisabeth in die Freiheit entlassen, ihr Mann wurde am 23. Januar 1945 von den Nationalsozialisten hingerichtet.
Nach dem Zweiten Weltkrieg beteiligte sich Elisabeth Schwamb am Wiederaufbau der SPD, für die sie zweimal in den Kreistag des Kreises Mainz gewählt wurde. Ab 1950 war sie Mitglied des Vorstandes der SPD Rheinhessen, einem Vorläufer des später gegründeten Landesverbandes der SPD Rheinland-Pfalz. Ihr politischer Einsatz galt der Verbesserung des Arbeitsschutzes für Frauen sowie der Milderung des §218 StGB.
Elisabeth Schwamb wohnte lange Zeit in Mainz-Gonsenheim. Sie starb 1964 in Mainz und wurde in Undenheim beigesetzt.